# جولیا توفانا
جولیا توفانا (به انگلیسی: Giulia Tofana) (با املای‌های مختلفی از جمله Toffana, Tophana, Tophania) (درگذشته در رم، ۱۶۵۱) یک سَم‌آمیز یا مسموم‌کننده حرفه‌ای ایتالیایی بود. او سمی به نام آکوا توفانا (به انگلیسی: Aqua Tofana)  (که گفته می‌شود توسط توفانیا دآدامو، که احتمالاً مادر جولیا بوده است، اختراع شده) را به زنانی که به دلیل سوءاستفاده خانگی یا دیگر اشکال خشونت در خانه، قصد کشتن همسرانشان را داشتند می‌فروخت.

## پیشینه

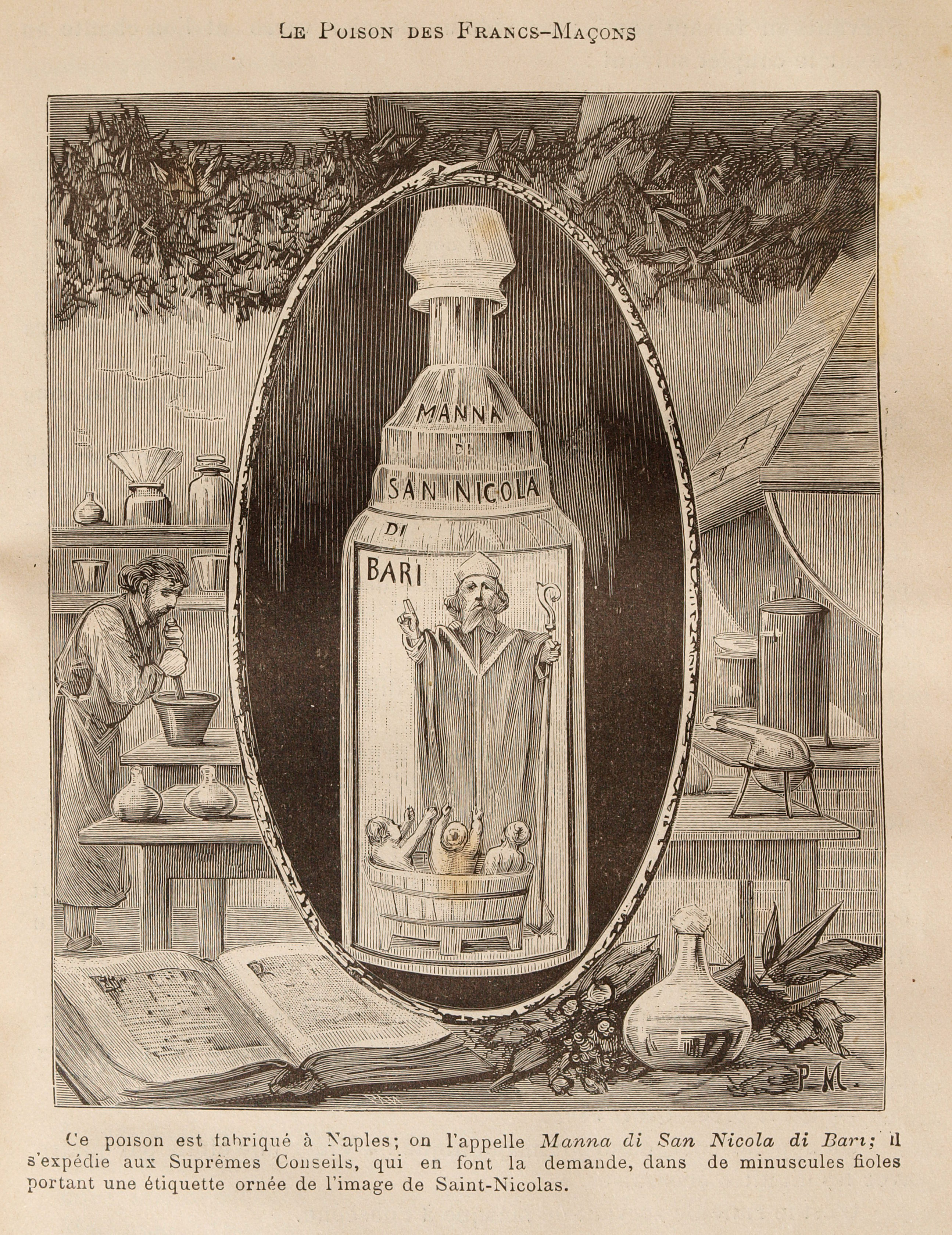
سم مانای سنت نیکلاس (آکوا توفانا)، اثر پیر میژانل.

اطلاعات کمی دربارهٔ گذشته جولیا توفانا موجود است. گفته می‌شود او در پالرمو متولد شده است. گمانه‌زنی مورخان مبنی بر اینکه او ممکن است نام مادرش را به عنوان نام خانوادگی خود انتخاب کرده باشد (یک رویه رایج در آن زمان)، منجر به این فرض شده که او دختر یک مسموم‌کننده دیگر از پالرمو، یعنی توفانیا دآدامو بوده است. دآدامو متهم به مسموم کردن افراد با یک ترکیب آرسنیکی ساخت خودش، آکوا توفانا، شد و در ۱۲ ژوئیه ۱۶۳۳ اعدام شد.
بر اساس یکی از روایت‌ها، جولیا توفانا به رم گریخت و یک حلقه مسموم‌کننده راه‌اندازی کرد که این سم را به زنانی می‌فروخت که می‌خواستند از همسران بدرفتار یا ناخوشایند خود خلاص شوند. گفته می‌شود این حلقه در دهه ۱۶۵۰ شامل شش زن، از جمله جیروما اسپارا (Girolama Spara)، بود که پس از مرگ جولیا رهبری حلقه را بر عهده گرفت.
دخالت جولیا توفانا در این فعالیت‌ها تأیید نشده است. تنها شواهد ثبت‌شده از فعالیت‌های مسموم‌کننده شامل اعدام توفانیا دآدامو (Thofania d'Adamo) در ۱۶۳۳ و جیروما اسپارا در ۱۶۵۹ (که گفته می‌شود دختر جولیا توفانا بوده است) می‌باشد.

## مرگ
مورخان معتقدند که جولیا توفانا در سال ۱۶۵۱ در خواب درگذشت، بدون اینکه کسی از فعالیت‌های مسموم‌کننده او آگاه شود.
ابهامات دربارهٔ فعالیت‌های او با دیگر مسموم‌کننده‌های فعال در منطقه باعث شکل‌گیری روایت‌هایی شده است که می‌گویند او در سال ۱۶۵۹، ۱۷۰۹ یا ۱۷۳۰ درگذشته است. برخی از این روایت‌ها ادعا می‌کنند که او در یک صومعه پناه گرفت و به تولید و توزیع سم ادامه داد تا اینکه دستگیر و اعدام شد و جسد او را روی دیوار کلیسایی که برای او پناهگاهی فراهم کرده بود، انداختند.